# Ла-Год
Ла-Год (фр. La Gaude) — коммуна на юго-востоке Франции в регионе Прованс — Альпы — Лазурный берег, департамент Приморские Альпы, округ Грас, кантон Кань-сюр-Мер-2. До марта 2015 года коммуна административно входила в состав кантона Ванс (округ Грас).
Площадь коммуны — 13,1 км², население — 6608 человек (2006) с тенденцией к росту: 6695 человек (2012), плотность населения — 511,1 чел/км².

## Население
Население коммуны в 2011 году составляло — 6836 человек, а в 2012 году — 6695 человек.
| 1962 | 1968 | 1975 | 1982 | 1990 | 1999 | 2004 | 2006 | 2009 | 2011 | 2012 |
| ---- | ---- | ---- | ---- | ---- | ---- | ---- | ---- | ---- | ---- | ---- |
| 1072 | 1631 | 2309 | 3097 | 4951 | 6170 | 6542 | 6608 | 6763 | 6836 | 6695 |

Динамика численности населения:

## Экономика
В 2010 году из 4483 человек трудоспособного возраста (от 15 до 64 лет) 3169 были экономически активными, 1314 — неактивными (показатель активности 70,7 %, в 1999 году — 70,1 %). Из 3169 активных трудоспособных жителей работали 2941 человек (1519 мужчин и 1422 женщины), 228 числились безработными (99 мужчин и 129 женщин). Среди 1314 трудоспособных неактивных граждан 474 были учениками либо студентами, 469 — пенсионерами, а ещё 371 — были неактивны в силу других причин.
На протяжении 2010 года в коммуне числилось 2557 облагаемых налогом домохозяйств, в которых проживало 6815,0 человек. При этом медиана доходов составила 25 тысяч 202 евро на одного налогоплательщика.
- В Ла-Год находится исследовательский центр IBM La Gaude (фр.).